# Aristoxenes (krater)
Aristoxenes är en nedslagskrater på planeten Merkurius, med en diameter på ungefär 52 kilometer.
1979 uppkallades kratern efter den grekiske filosofen Aristoxenes.